# أصحاب السلطة (برنامج)
أصحاب السلطة برنامج حواري يوتيوبي كويتي عرض رسميا لأول مره في 13 فبراير 2017 وهو من تقديم الإعلاميين الكويتيين عثمان العنجري وفهد الرحماني يرتكز على مقابلات لشخصيات تركت بصمتها في العالم، وربما غيّرت التاريخ. البرنامج الذي يتم تصويره حاليا في بلدان مختلفة.

## فكرة البرنامج
أكد الرئيس التنفيذي للشركة المنتجة عثمان العنجري ان فكرة برنامج «اصحاب السلطة» بدأت قبل أكثر من عامين (يعني حوالي من أكثر من عام 2015) للسير بالاعلام الكويتي إلى الامام والحرص على تقديم مادة تفيد المشاهد وتحفزه وبذات الوقت تحقق له جزءا من المتعة والمتابعة.

## فكرة نقل الكواليس
اشار العنجري في تصريح لـ القبس، ان فكرة نقل كواليس البرنامج عبر مواقع التواصل الاجتماعي لم تكن مبتكرة منهم بقدر ما كانت فرصة لاعطاء الجمهور صورة عن البرنامج قد يكون من الصعب نقلها في التلفزيون، فضلا عن الرغبة في أخذ ردود فعل الناس بارسال اسئلتهم للضيوف، أو اعطاء اراء لتطوير البرنامج.

## الهدف من البرنامج
اشار العنجري أن الهدف من البرنامج ايجاد مادة تستقطب المتابعين باسلوب مختلف رغم مادته الدسمة والعلمية التي يحتويها، لكن هناك سعي لان يصبح برنامجا جاذبا ومشوقا للمشاهد، مبينا انه تم التواصل مع أكثر من 270 شخصية تنطبق عليها مواصفات «اصحاب السلطة» من خلال خوضهم لتجربة ما في شتى المجالات، وليس حصريا في الجانب السياسي، بل الاعلام، المعلومات، التكنولوجيا، الرياضة، الا ان ما يجمعهم هو انهم احدثوا فارقا في العالم، استشعره الناس، بالتالي فإن اختيار الشخصيات يتم من خلال تأثيرهم على العالم، ضاربا المثل بلقاء الرئيس السوفيتي السابق ميخائيل غورباتشوف، فهو يعتبر من ضمن قائمة المئة شخصية الأكثر تأثيرا في العالم.

## ضيوف البرنامج
| رقم الحلقة | الضيف                   | تاريخ البث الأصلي |
| ---------- | ----------------------- | ----------------- |
| 1          | لاري كينج               | 13 فبراير 2017    |
| 2          | إدوارد سنودن            | 20 فبراير 2017    |
| 3          | راشد الغنوشي            | 27 فبراير 2017    |
| 4          | ستيف وزنياك             | 6 مارس 2017       |
| 5          | فريديريك ويليم دي كليرك | 13 مارس 2017      |
| 6          | مايك تايسون             | 20 مارس 2017      |
| 7          | دايموند جون             | 27 مارس 2017      |
| 8          | ميخائيل غورباتشوف       | 3 أبريل 2017      |
| 9          | مهاتير محمد             | 10 أبريل 2017     |
| 10         | جيرهارد شرودر           | 17 أبريل 2017     |
| 11         | عمر البشير              | 1 مايو 2017       |
| 12         | جابر مبارك الحمد الصباح | 15 مايو 2017      |
| 13         | ذاكر نايك               | 22 مايو 2017      |

## روابط خارجية
- أصحاب السلطة على اليوتيوب.
- أصحاب السلطة على تويتر.